# Acaudina molpadioides
Acaudina molpadioides is een zeekomkommer uit de familie Caudinidae.
De wetenschappelijke naam van de soort werd in 1867 gepubliceerd door Karl Semper.

## Synoniemen
- Haplodactyla molpadioides var. sinensis Semper, 1867
- Haplodactyla australis Semper, 1868
- Haplodactyla molpadioides var. jagorii Semper, 1868
- Haplodactyla hualoeides Sluiter, 1880
- Haplodactyla andamanensis Bell, 1887
- Haplodactyla ecalcarea Sluiter, 1901
- Aphelodactyla delicata Clark, 1938